# 科尔贝塔
科尔贝塔（義大利語：Corbetta），是意大利米兰广域市的一个市镇。总面积18平方公里，人口16889人，人口密度938.3人/平方公里（2009年）。国家统计（ISTAT）代码为015085。

## 友好城市
- 法國科尔巴
- 羅馬尼亞特爾戈維什泰